# EP u amaterskom boksu 1963.
15. Europsko prvenstvo u amaterskom boksu 1963. se održalo od 26. svibnja - 2. lipnja 1963. u ondašnjem SSSR-u, u ruskom gradu Moskvi.
Boksači su se po borili za odličja u deset težinskih kategorija. Sudjelovalo je 133 boksača iz 18 država.
Boksači iz SSSR-a su osvojili 6 naslova prvaka, iz Poljske su osvojili 2, a ČSSR-a i Italije po 1 naslov prvaka.
| Kategorija            | zlato                  | srebro            | bronca                             |
| muha (-51 kg)         | Viktor Bystrov         | Stefan Panajotov  | Constantin Ciucă Paolo Vacca       |
| bantam (-54 kg)       | Oleg Grigorjev         | Branislav Petrić  | Nicolae Puiu Rainer Poser          |
| pero (-57 kg)         | Stanislaw Stjepaškin   | Giovanni Girgenti | Jerzy Adamski Andrei Olteanu       |
| laka (-60 kg)         | János Kajdi            | Boris Nikanorov   | Antero Halonen Giuseppe Sabri      |
| poluvelter (-63,5 kg) | Jerzy Kulej            | Alois Tuminjš     | Bruno Arcari Gerhard Dieter        |
| velter (-67 kg)       | Ričardas Tamulis       | Silvano Bertini   | János Kálmán Bohumil Němeček       |
| polusrednja (-71 kg)  | Boris Lagutin          | Andrew Wyper      | Siegfried Olesch Virgil Badea      |
| srednja (-75 kg)      | Valerij Popenčenko     | Ion Monea         | Emil Schulz Dragoslav Jakovljević  |
| poluteška (-81 kg)    | Zbigniew Pietrzykowski | Dan Poznjak       | František Poláček Bernard Thebault |
| teška (+81 kg)        | Josef Němec            | Andrej Abramov    | Klaus Degenhardt Dante Cane        |